# Hexaederstumpf

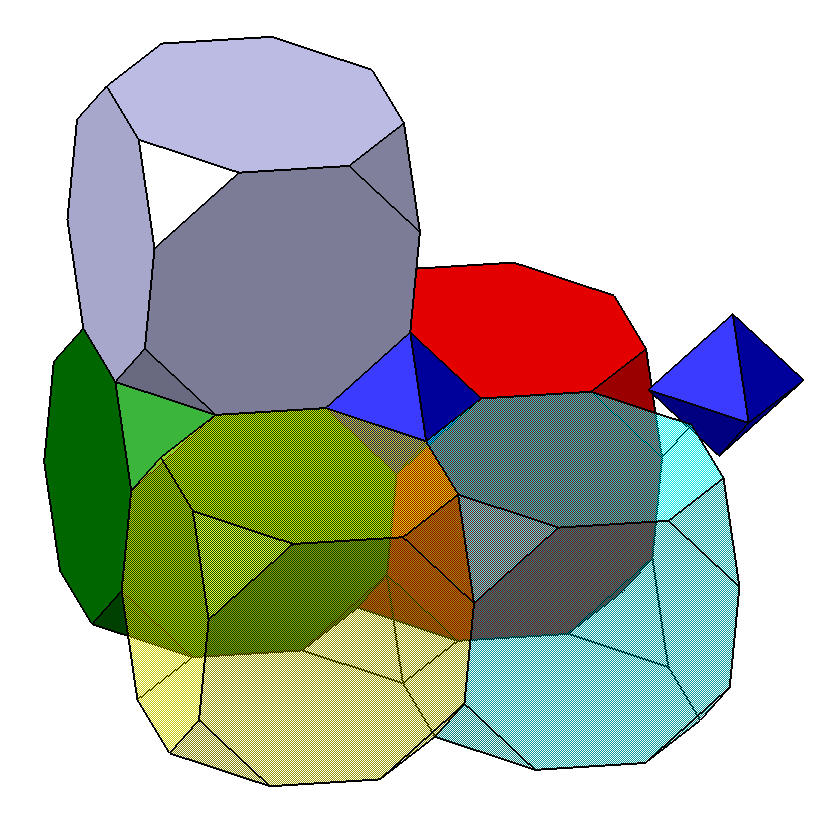
Parkettierung des Raums mit abgestumpften Hexaedern und Oktaedern

Der Hexaederstumpf (auch abgestumpftes Hexaeder oder abgestumpfter Würfel) ist ein Polyeder (Vielflächner), das durch Abstumpfung der Ecken eines Würfels (Hexaeders) entsteht und zu den archimedischen Körpern zählt. Anstatt der acht Ecken des Würfels befinden sich nun dort acht gleichseitige Dreiecke; die sechs Quadrate des Würfels werden zu regelmäßigen Achtecken.
Fügt man die abgeschnittenen Eckstücke in geeigneter Weise wieder zusammen, so ergibt sich ein Oktaeder. Daraus folgt, dass der gesamte Raum mittels Hexaederstümpfen und Oktaedern (mit jeweils gleicher Kantenlänge) lückenlos ausgefüllt (parkettiert) werden kann: jeweils acht Hexaederstümpfe umschließen genau ein Oktaeder.
Der zum Hexaederstumpf duale Körper ist das Triakisoktaeder.

## Kartesische Koordinaten
Die folgenden kartesischen Koordinaten definieren die Ecken eines Hexaederstumpfs, dessen Mittelpunkt im Ursprung liegt:
{\displaystyle (\pm \xi ,\pm 1,\pm 1)}
{\displaystyle (\pm 1,\pm \xi ,\pm 1)}
{\displaystyle (\pm 1,\pm 1,\pm \xi )}
mit {\displaystyle \xi ={\sqrt {2}}-1}.

## Formeln
| Größen eines Hexaederstumpfs mit Kantenlänge a   | Größen eines Hexaederstumpfs mit Kantenlänge a                                                                              |
| ------------------------------------------------ | --- |
| Volumen                                          | {\displaystyle V={\frac {a^{3}}{3}}\left(21+14{\sqrt {2}}\right)}                                                           |
| Oberflächeninhalt                                | {\displaystyle A_{O}=2\,a^{2}(6+6{\sqrt {2}}+{\sqrt {3}})}                                                                  |
| Umkugelradius                                    | {\displaystyle R={\frac {a}{2}}{\sqrt {7+4{\sqrt {2}}}}}                                                                    |
| Kantenkugelradius                                | {\displaystyle r={\frac {a}{2}}\left(2+{\sqrt {2}}\right)}                                                                  |
| 1. Flächenwinkel (Oktagon–Oktagon) = 90°         | {\displaystyle \cos \,\alpha _{1}=0}                                                                                        |
| 2. Flächenwinkel (Oktagon–Trigon) ≈ 125° 15′ 52″ | {\displaystyle \cos \,\alpha _{2}=-{\frac {1}{3}}{\sqrt {3}}}                                                               |
| Flächen-Kanten-Winkel ≈ 144° 44′ 8″              | {\displaystyle \cos \,\beta =-{\frac {1}{3}}{\sqrt {6}}}                                                                    |
| Eckenraumwinkel ≈ 0,8918 π                       | {\displaystyle \cos \,\Omega =-{\frac {2}{3}}{\sqrt {2}}}                                                                   |
| Sphärizität ≈ 0,84949                            | {\displaystyle \Psi ={\frac {\sqrt[{3}]{196\,\pi \left(17+12{\sqrt {2}}\right)}}{2\left(6+{\sqrt {2}}+{\sqrt {3}}\right)}}} |